# Peberfuglen (stjernebillede)
Peberfuglen el. Tukanen (Tucana) er et stjernebillede på den sydlige himmelkugle.